# Patricio Bunster
Patricio Bunster (* 19. Oktober 1924 in Santiago de Chile; † 24. September 2006 ebenda) war ein chilenischer Choreograph und Tänzer.

## Leben
Bunster studierte von 1940 bis 1945 Tanz und Architektur an der Universidad de Chile. Von 1945 bis 1950 war er Solist im Nationalballett Chile. Von 1951 bis 1953 wirkte er bei Kurt Jooss am Folkwang Tanztheater der Stadt Essen. Von 1953 bis 1954 studierte er an der Sigurd Leeder School of Dance in London. Von 1954 bis 1969 war er stellvertretender Direktor, Solist und Choreograph in Chile. Außerdem war er Hochschullehrer für Bewegung an der Universität in Santiago. Von 1969 bis 1973 leitete er das Nationalballett, die Tanzschule und das Kammerballett ebenda. Von 1973 bis 1979 führte er Teatro Lautaro am Volkstheater Rostock. Ferner war er Choreograph in Berlin, Chemnitz, Dresden, Rostock und Weimar. Von 1979 bis 1984 lehrte er Zeitgenössischen Tanz und Choreographie an der Palucca Schule Dresden und an der Theaterhochschule Leipzig. Von 1985 bis 1997 leitete er mit seiner Ex-Ehefrau Joan Jara das Centro de Danza Espiral in Santiago de Chile. Von 1997 bis 1999 war er Tanzschulen-Direktor der Universidad Academia de Humanismo Cristiano.

## Auszeichnungen
- 1959: Kritikerpreis für Choreographie in Santiago de Chile
- 1984: Korrespondierendes Mitglied der Sächsischen Akademie der Künste
- 1985: Orden Stern der Völkerfreundschaft in Gold
- 1989: Kritikerpreis für Choreographie in Santiago de Chile
- 1996: Kunstpreis Ciudad de Santiago
- 1997: Kreuz des Gabriela-Mistral-Ordens